# Bassée et plaines adjacentes
Bassée et plaines adjacentes este o arie protejată (arie de protecție specială avifaunistică — SPA) din Franța întinsă pe o suprafață de 27.643 ha, integral pe uscat.

## Localizare
Centrul sitului Bassée et plaines adjacentes este situat la coordonatele 48°25′00″N 3°12′00″E / 48.41667°N 3.2°E.

## Înființare
Situl Bassée et plaines adjacentes a fost declarat arie de protecție specială avifaunistică în baza directivei 79/409 din 1979 referitoare la conservarea păsărilor sălbatice pentru a proteja 39 de specii de animale.

## Biodiversitate
Situată în ecoregiunile atlantică și continentală, aria protejată nu include niciun habitat protejat.
La baza desemnării sitului se află mai multe specii protejate de  păsări (39): pescăruș albastru (Alcedo atthis), rață pitică (Anas crecca), stârc cenușiu (Ardea cinerea), ciuf de câmp (Asio flammeus), rață-cu-cap-castaniu (Aythya ferina), rața moțată (Aythya fuligula), buhai de baltă (Botaurus stellaris), Bucephala clangula, pasărea ogorului (Burhinus oedicnemus),  prundaș gulerat mic (Charadrius dubius), erete de stuf (Circus aeruginosus), erete vânăt (Circus cyaneus), erete cenușiu (Circus pygargus), cristeiul de câmp (Crex crex), lebădă de vară (Cygnus olor), ciocănitoarea de stejar (Dendrocopos medius), ciocănitoare neagră (Dryocopus martius), șoim de iarnă (Falco columbarius), lișiță (Fulica atra), becațină comună (Gallinago gallinago), piciorong (Himantopus himantopus), stârc pitic (Ixobrychus minutus), sfrâncioc roșiatic (Lanius collurio), pescăruș-cu-cap-negru (Larus melanocephalus), pescăruș râzător (Larus ridibundus), gușă albastră (Luscinia svecica), gaia neagră (Milvus migrans), gaia roșie (Milvus milvus), rață cu ciuf (Netta rufina), stârc de noapte (Nycticorax nycticorax), vultur pescar (Pandion haliaetus), viespar (Pernis apivorus), cormoran mare (Phalacrocorax carbo), corcodel mare (Podiceps cristatus), cristei de baltă (Rallus aquaticus), chiră mică (Sterna albifrons), chiră de baltă (Sterna hirundo), corcodel mic (Tachybaptus ruficollis), nagâț (Vanellus vanellus).
Pe lângă speciile protejate, pe teritoriul sitului au mai fost identificate 9 specii de plante, 8 specii de păsări, 1 specie de amfibieni, 5 specii de nevertebrate.